# Sukamukti (Cisayong)
Sukamukti is een bestuurslaag in het regentschap Tasikmalaya van de provincie West-Java, Indonesië. Sukamukti telt 3665 inwoners (volkstelling 2010).